# 重石乡
重石乡，是中华人民共和国江西省赣州市安远县下辖的一个乡镇级行政单位。

## 行政区划
重石乡下辖以下地区：
重石村、大坑村、莲塘村、共和村、黄坑村、官布村和长岭下村。